# Kleinkastell Tisavar

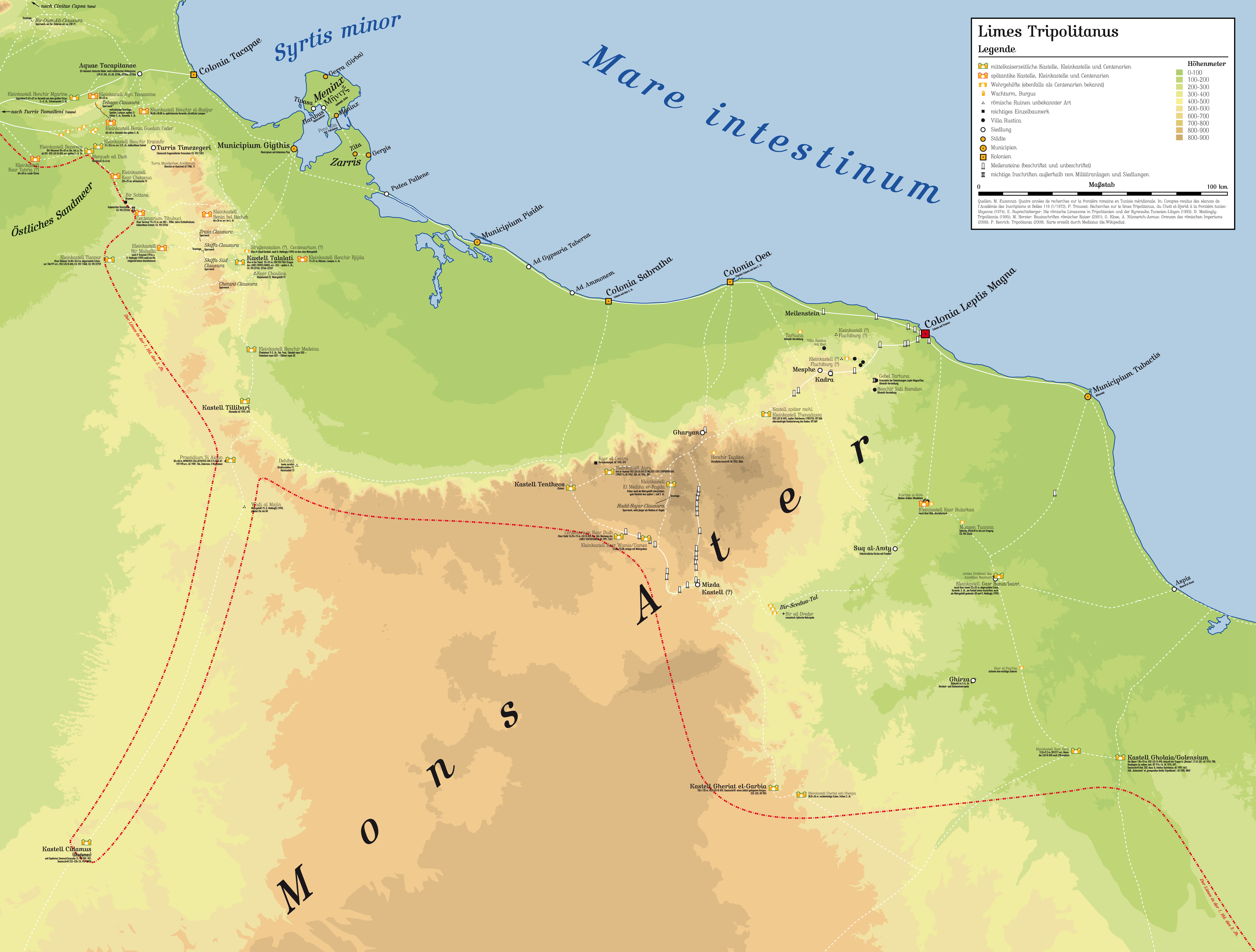
Das Kleinkastell (links) im Verbund des Limes Tripolitanus

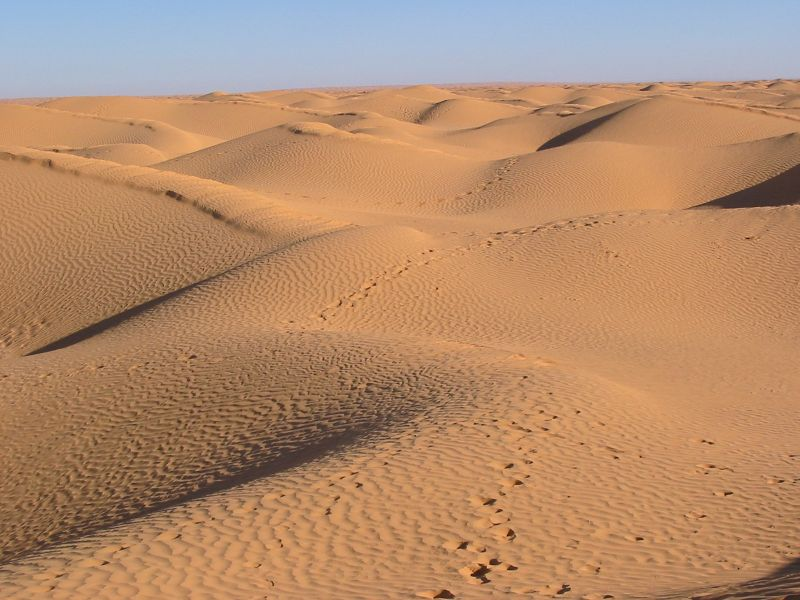
Unmittelbar südlich des Kastells beginnt mit der Großen Östlichen Sandwüste die Sahara.

Das Kleinkastell nach dem historischen Plan von 1912

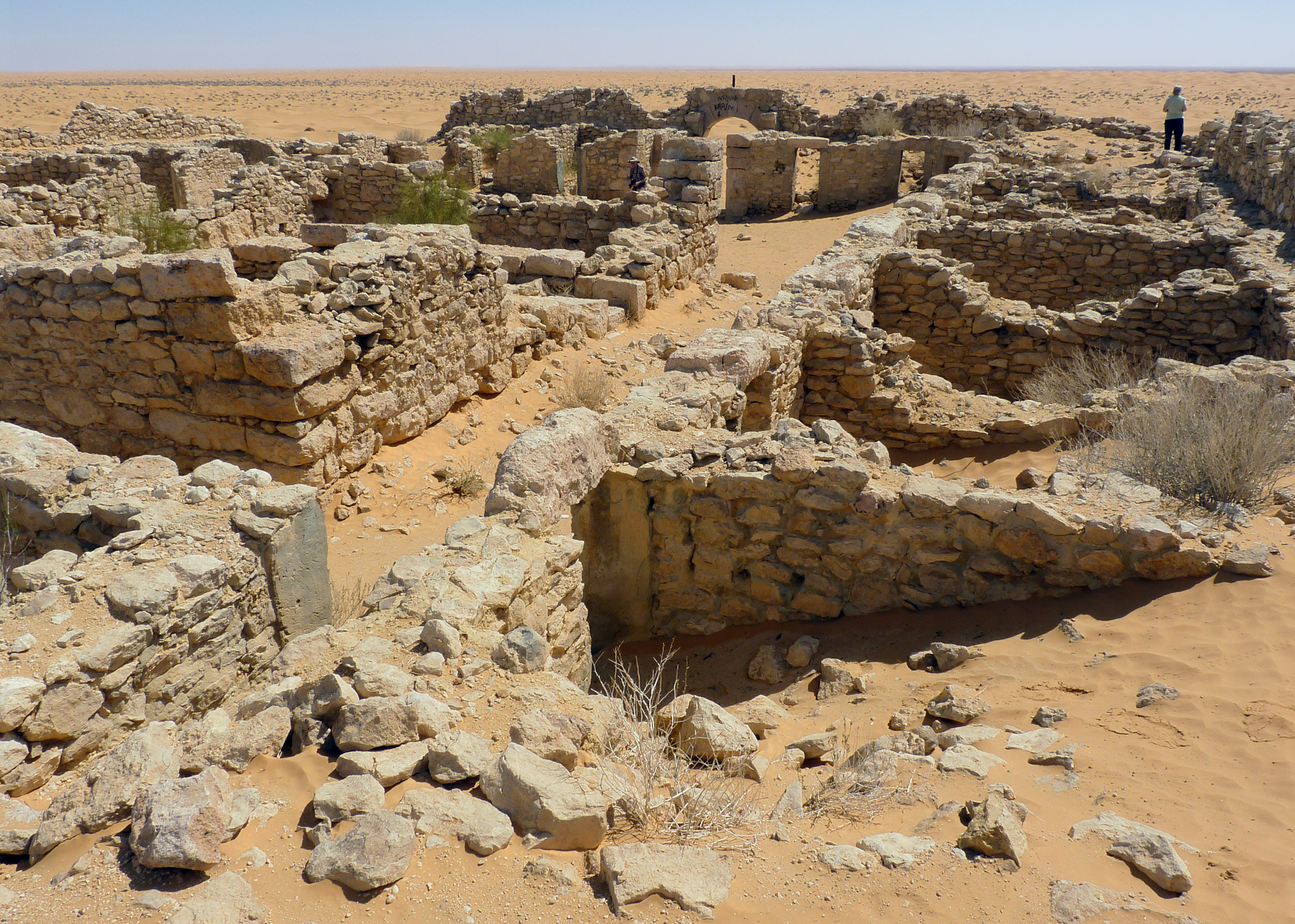
Blick aus dem rückwärtigen Teil des Kastells über die Mannschaftsunterkünfte (rechts) und den Mittelbau (links) zum Tor (Mitte)

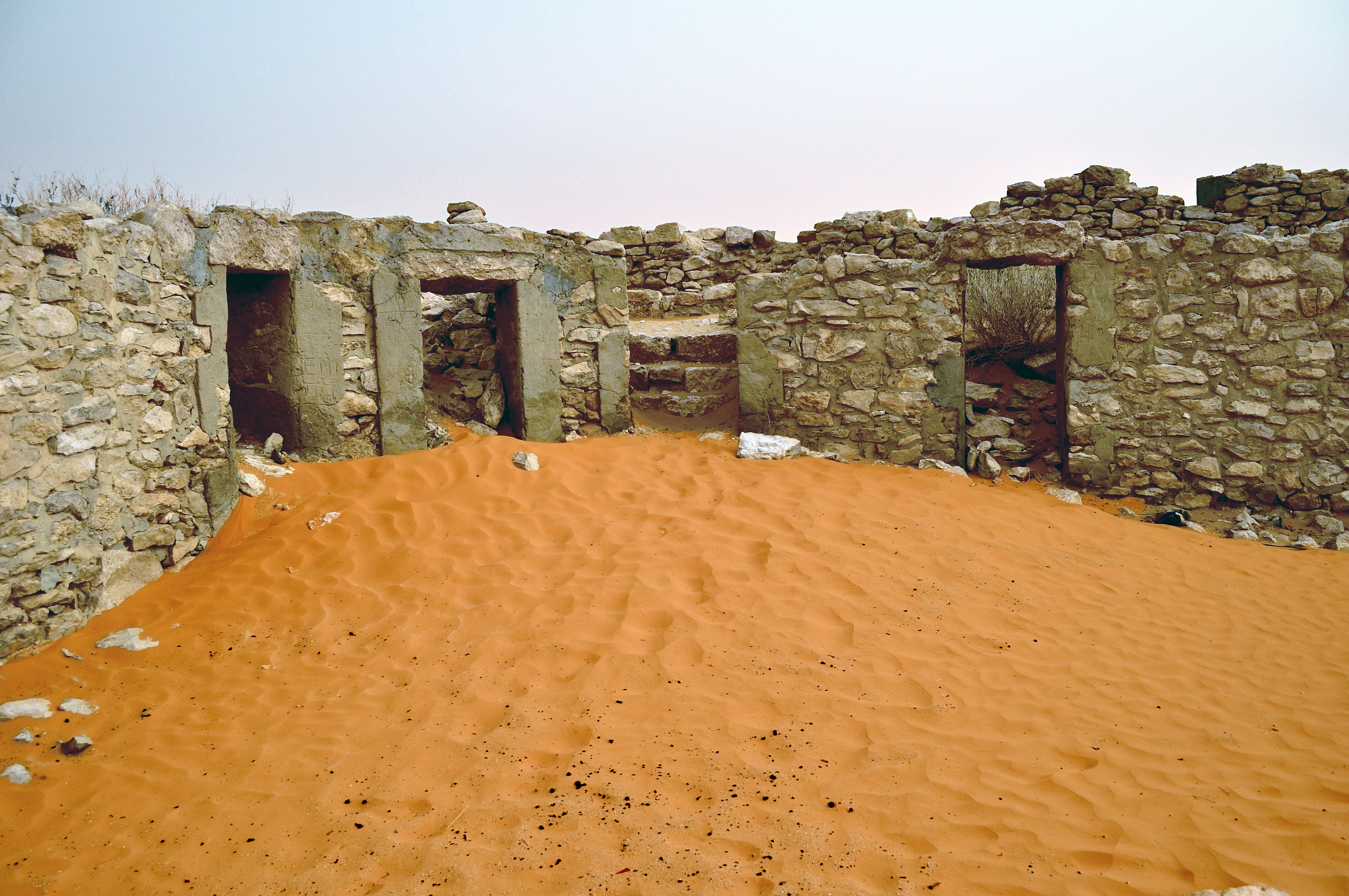
Blick in die Südostecke des Vorderlagers mit einem Aufgang zum umlaufenden Wehrgang in der Bildmitte

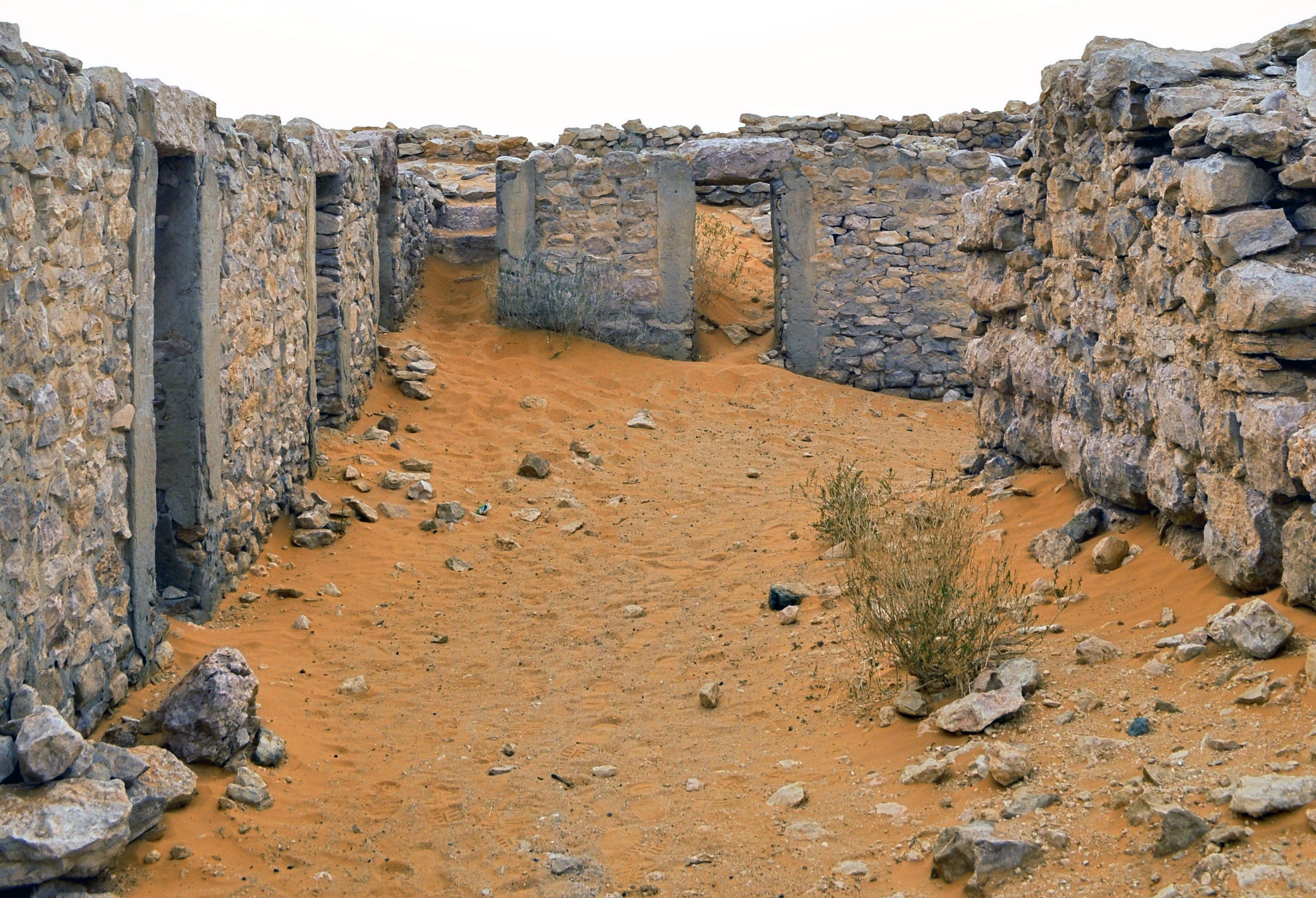
Südlicher Kastellbereich, rechts die Südwand des Stabsgebäudes

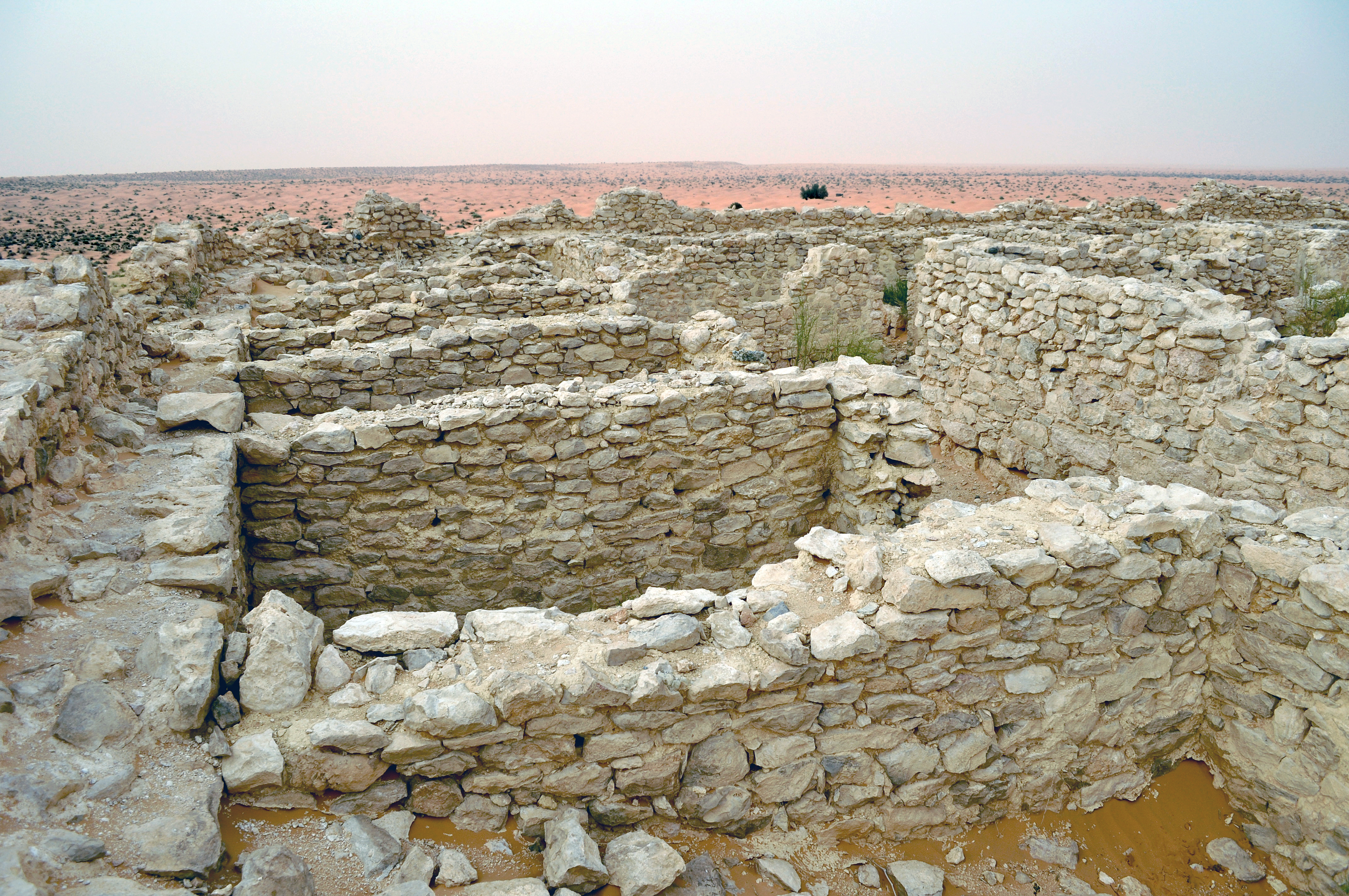
Blick vom Wehrgang an der Südwestecke über die rückwärtigen Räume nach Norden, rechts die Rückwand des Stabsgebäudes

Das Kleinkastell Tisavar ist ein römisches Militärlager, dessen Besatzung für Sicherungs- und Überwachungsaufgaben am Limes Tripolitanus in der Provinz Africa proconsularis zuständig war. Die Grenzanlagen bildeten hier ein tiefgestaffeltes System von Kastellen und Militärposten. Die kleine Anlage befindet sich heute nahe der Wüstenoase Ksar Ghilane/Ksar Rhilane, rund 75 Kilometer westlich der Stadt Tataouine, Gouvernement Kebili, Südtunesien.

## Lage
Die Befestigung befindet sich auf einem isolierten Hügel, oberhalb des Wadi bel Recheb am nördlichen Rand des zur Sahara gehörenden Östlichen Großen Sandmeers. Lange war der Ort nur mit Kamelen und wüstentauglichen Fahrzeugen erreichbar. Heute führt eine durchgehend asphaltierte Straße von Douz beziehungsweise Matmata aus in die rund drei Kilometer südlich des Kastells gelegene Oase Ksar Ghilane/Ksar Rhilane (früher auch Henchir el-Hagueuff genannt). Seine heutige Existenz verdankt der Wüstenort einer artesischen Thermalquelle, die sich nach dem Zweiten Weltkrieg während einer missglückten Ölbohrung auftat. In der Folge wurden Dattelpalmen gepflanzt. Neben der Dattelernte halten die heute dort lebenden Nomaden Ziegen und Schafe. Das Kastell selbst entstand auf einem Felsvorsprung und somit auf festem Untergrund. Von dem etwas erhöhten Standort aus hatte die Besatzung einen weiten Rundblick, wobei sich unmittelbar südlich die ersten Dünen der lebensfeindlichen Östlichen Sandmeer auftaten. Mit diesem militärischen Außenposten hatte die römische Armee die Reichsgrenze bis an den Rand der Sahara vorgeschoben.

## Forschungsgeschichte
Seit der Antike überdauerten die baulichen Überreste das Kastell die Zeitläufe in sehr gutem Zustand. Nach der Eroberung des zuletzt oströmischen Tripolitaniens durch die vordringenden islamischen Heere und der anschließenden sprachlich-kulturellen Assimilierung erhielt der Ort den aus dem Arabischen stammenden Beinamen „Ksar“, ein Wort, das während der frühmittelalterlichen islamischen Expansionsphase für „Militärlager“ stand. Im 16. Jahrhundert besetzte ein örtlicher Berberstamm vorübergehend die Kastellruine.
1885 wurde die Anlage durch den französischen Bataillonskommandeur Hauptmann Marie Georges Henri Lachouque (1846–1928), Angehöriger einer kartographischen Abteilung, entdeckt. Bereits damals wurde die beschädigte Bauinschrift des Kleinkastells entdeckt und erstmals 1887 von dem Archäologen René du Coudray de La Blanchère (1853–1896) beschrieben und ergänzt. De La Blanchère erwähnte mit Verweis auf Lachouque auch die Lage und Zeitstellung der Anlage. Bereits ein Jahr später, 1888 legte der Archäologiepionier Charles-Joseph Tissot (1828–1884) seine Interpretation der Fortifikation vor und verwies ebenfalls auf den Bericht von Lachouque. Im Jahr 1892 veröffentlichte der Historiker und Epigraphiker René Cagnat (1852–1937) erstmals den noch sehr einfachen, von Lachouque aufgenommenen Grundriss des Kastells mit dem anschließenden Nebengebäude sowie zwei Skizzen zu den beiden sichtbaren Ruinen.
Doch erst im Jahr 1900 legte der Oberleutnant Georges Louis Gombeaud (1870–1963) die Mauerreste vom Sand frei und veröffentlichte seine Untersuchungsergebnisse 1901. Die Offiziere gehörten zu dem militärischen Personal, das dem Archäologen Paul Gauckler (1866–1911) während seiner zweijährigen Forschungskampagnen am Limes Tripolitanus zur Verfügung gestellt worden war. Bei den Ausgrabungen im Jahr 1900 fand sich auch das Fragment einer Terrakottalampe mit einem Bildnis des ägyptisch-hellenistischen Gottes Serapis-Helios. Die historischen Berichte und Forschungen am Kleinkastell unterscheiden sich in Einzelheiten sowie bei manchen Maßen und der Interpretation voneinander.
Während des Zweiten Weltkriegs fand hier am 10. März 1943 die Schlacht von Ksar Ghilane statt.
Das von 1968 bis 1970 durchgeführten französisch-tunesische Gemeinschaftsprojekt zur Erforschung des südtunesischen Abschnitts des mittelkaiserzeitlichen Limes Tripolitanus ließ den Garnisonsort wieder ins Licht der Wissenschaft treten, doch beließen es der Althistoriker Maurice Euzennat (1926–2004) und der Archäologe Pol Trousset bei dem historischen Plan. Moderne topographische Vermessungen sowie eine systematische Feldbegehung unterblieben damals offenbar und wurden bis heute nicht nachgeholt. Außerdem haben nicht näher dokumentierte Instandsetzungs- und Restaurierungsmaßnahmen zu mancher Verunklärung des antiken Baubestandes beigetragen.
Im Februar 2012 hat die tunesische Regierung im Namen der zuständigen Gouvernements einen Antrag gestellt, das Kleinkastell Tisavar als Teil des römischen Limes in Südtunesien zur UNESCO-Welterbestätte erklären zu lassen.

## Baugeschichte

### Umfassungsmauer
Im Oktober 2008 vermaß der Archäologe Michael Mackensen erstmals seit den frühen Grabungen die nutzbare Innenfläche des Kleinkastell erneut. Dabei ließ sich eine umfasster Raum von 25,40 × 34,80 Metern (= 0,08 Hektar) feststellen. Der Außendurchmesser wird bei Lachouque noch mit 25 × 30 Metern wiedergegeben. Diese Daten übernahm die frühen Forschung durch Tissot, Cagnat und dem Artillerieleutnant Henri Lecoy de La Marche, während kurz darauf durch die Grabungen Gombeauds auch Gauckler einen äußeren Durchmesser von 30 × 40 Meter angab. Diese Bemessung wurde von den meisten späteren Veröffentlichungen übernommen. Mackensen errechnete durch seine neuen Messungen einen Außenbemaßung von 28 × 37,50 Meter, was einer bebauen Grundfläche von 0,1 Hektar entspricht.
Seinem Maßstab und seiner Kapazität entsprechend wurde aus dem während des Prinzipats vereinheitlichten Bauschema für römische Garnisonen entwickelt. Neben dem für mittelkaiserzeitliche Fortifikationen typischen rechteckigen Grundriss mit abgerundeten Ecken (Spielkartenform), in denen je ein Turm stand, waren die rechteckigen Mannschaftsunterkünfte und die notwendige Infrastruktur – Vorratsräume sowie ein Wasserspeicher (Raum „R“ in der Planzeichnung) – in 20 Kammern rund um einen Innenhof angelegt und lehnten sich mit ihrer Rückseite unmittelbar an die 1,20 bis 1,40 Meter starke und ursprünglich rund vier Meter hohe Umfassungsmauer die bei den frühen Grabungen noch einen schlecht erhaltenen Zinnenkranz aufwies. Vor dem Bau der Anlage hatten die römischen Vermessungsingenieure die zukünftige Längsseite der auf einer rund 40 × 40 Meter großen Anhöhe gelegenen Befestigung fast genau an einer gedachten west-östlichen Achse ausgerichtet. Mittig, in die östliche Schmalseite der Umwehrung, wurde das einzige, einspurige Tor eingebaut. Es wurde von Gombeaud mit einer Höhe von drei Metern eingemessen.
Der erhalten gebliebene überwölbte Torbogen an der östlichen Schmalseite des Kastells besteht aus großen, unprofilierten Kalksteinquadern, die der Bogenform angepasst und keilförmig zugehauen worden sind. Der Bogen misst eine Scheitelhöhe von drei Metern und besitzt eine lichte Breite von 2,25 Metern. Weitere Zugänge ins Innere der Anlage hat es nicht gegeben. Mit Ausnahme der wesentlichen tragenden und stützenden Bauelemente, die ebenfalls zumeist aus großen Quadern bestehen, sind die Wände in der Regel aus grob zugehauenen Handquadern und Bruchsteinen gesetzt. Über einem Zugang im Inneren hat sich ein mächtiger, rechteckiger Steinblock erhalten, der bis heute als Türsturz dient. Auf ihm ist die Inschrift Iov(i) Opt(imo) Max(imo) Vic(tori) („Jupiter, dem Besten, Größten, dem Sieger“) eingemeißelt. Der Wehrgang rund um die Umfassungsmauer konnte durch Treppen in den vier Ecken sowie an der Ost- und Westseite betreten werden. Mackensen ging davon aus, dass Tisavar keine Eck- oder Zwischentürme besessen hat.

### Innenbebauung
Um von der Zufahrt in das Innere zu gelangen, mussten die Soldaten zunächst einen sieben Meter langen Korridor durchqueren, den zwei Außenwände der Mannschaftsunterkünfte bildeten. Da die Mauerreste größtenteils bis heute noch übermannshoch stehen, können viele Baudetails studiert werden, die in dieser Form bei anderen tunesischen Kleinkastellen nicht mehr nachvollziehbar sind. Der große Innenhof der Anlage wird von einem 12,60 × 7,40 Meter umfassenden, rechteckigen Stabsgebäude (Principia) eingenommen. Dieser Bau besaß wie die Stabsgebäude großer Kastelle einen kleinen Innenhof, der im Plan als „A“ gekennzeichnet ist. Ein Treppenaufgang zeigt, dass der Bau mindestens einen ersten Stock besaß. Das Zentrum des Kleinkastells bildete ein Jupiterheiligtum, das mit dem Stabsgebäude eine Einheit bildet und im Osten als Raum „E“ daran anschließt. Über dem ebenfalls im Osten gelegenen Zugang zu diesem Heiligtum befand sich eine Inschrift mit einer Widmung an Jupiter und der Siegesgöttin Viktoria. Offensichtlich besaß dieser Kultbereich keine Überdachung und die Wände waren maximal 1,60 Meter hoch. Im Inneren des Heiligtums befanden sich Nischen, wobei sich in einer, völlig vom Sand begraben, bei ihrer Ausgrabung noch ein Altar fand, der dem Genius loci von Tisavar gewidmet war. Die Ausgräber sammelten die Reste von acht weiteren Altären auf, die dem erstgenannten ähnlich, oder zumindest annähernd ähnlich waren. Die Wohnräume des Kommandeurs, die in den kleinen Principia keinen Platz gehabt hätten, werden in einem an die Wehrmauer angebauten Raumtrakt gesucht. Der in dem Plan zum Kastell als „R“ bezeichnete Raum stellte eine Zisterne da, die nach Aussage der Ausgräber „etwas mehr als 2.000 Liter“ Wasser fasste.

## Umliegende Bebauung
Rund zehn Meter, nach Lachouque 15 Meter, östlich der Befestigung fand sich ein kleines, rund neun Quadratmeter umfassendes Fundament, das möglicherweise eines ein Stall gewesen sein könnte. Weitere bauliche Reste lagen noch etwas weiter östlich. Hier befanden sich mehrere aneinander gebaute Räume mit einer variablen Länge von 1,30 bis 1,90 Metern. Die relativ grob gebauten Räume besaßen keinerlei Verbindung zueinander und öffneten sich alle zum Kastell hin. Die Ausgräber fragten sich, ob diese Räume möglicherweise als Schafstall, allgemein als Stall oder als vorgeschobene Verteidigungslinie gedient haben könnten.

## Bauinschrift
Tisavar, dessen antiker Name auf zwei am Kastell geborgenen Inschriften erhalten blieb, wurde laut der ebenfalls aufgefundenen Bauinschrift zwischen 184 und 191 n. Chr. während der Regierungszeit des Kaisers Commodus (180–192) errichtet:
[Imp(eratori) Cae]s(ari) M(arco) A[u]r(elio) Commodo

[Antoni]no Pio Fel(ici) Aug(usto) Germa-

[nic(o) Sar]mat(ico) Britan(nico) maximo

[---] l[eg(ato)] Aug(usti) pr(o) [pr]aet(ore)

[---] sub cura Claudi(a?)n[i ---]

[procura]t(oris) Aug(usti) r[eg(ionis) The]ve-

[stinae
Übersetzung: „Für Kaiser Marcus Aurelius Commodus Antoninus, dem Frommen, Glücklichen, Erhabenen, den größten Sieger über Germanien, Sarmatien, Britannien, [...] Statthalter [–––] unter der Aufsicht des Claudi(a)nus, Prokurator der thevestinischen Region.“
Neben der unten wiedergegebenen Inschrift, blieb der antike Ortsname, der im Itinerarium Antonini sowie in der Tabula Peutingeriana nicht genannt wird, auf Wandverputz durch eine Pinselaufschrift erhalten:
[---] Tisavar

[--- ]ta

[--- ]cen

[---]

## Truppe
Die Besatzung bestand aus einer Vexillation der Legio III Augusta, die im Lager Lambaesis stationiert war. Die Weiheinschrift aus einem weiteren Jupiterheiligtum außerhalb des Kleinkastells, gibt neben dem Ortsnamen auch die Namen der damals aktiven Offiziere preis:
Genio Ti-
savar Aug(usto) s(acrum)
Ulpius Pau-
linus |(centurio) [[leg(ionis)]]
[[III Aug(ustae)]] v(otum) s(olvit) cum
vex(illatione) cui praef(uit)
Vibiano et Myrone
opt(ionibus)
Übersetzung: „Dem Genius Tisavar Augustus geweiht. Ulpius Paulinus, Zenturio der Legio III Augusta hat sein Gelübde eingelöst zusammen mit der Vexillation, der er  vorstand, mit den Unteroffizieren (Optiones) Vibianus und Myron.“

## Historischer Abriss und Datierung
Nach der Okkupation Numidiens im 1. Jahrhundert n. Chr. begann die römische Armee auch nach Tripolitanien vorzudringen. Im frühen 2. Jahrhundert n. Chr. intensivierte man deshalb hier den Bau von Straßen, Kastellen und Sperrwerken. Die Region um die Salzseen im Süden des heutigen Tunesien wurden durch eine Straße mit dem äußeren Süden verbunden. Ausgangspunkt war die Oase Telmine, wo man auch römische Inschriften aus dieser Zeit fand. Ihr Endpunkt befand sich beim heutigen Remada. Von hier aus zweigten zwei weitere Stränge in die Gebirgsregionen (Djebel) Triplitaniens und nach Süden zur Oase von Ghadames, im Westen der Wüstenregion Hamadah el Hamra, ab. Eines der am weitesten nach Westen vorgeschobenen Kastelle des während der Regierungszeit des Kaisers Hadrian (117–138) begonnenen Bauprogramms war das im späten 2. Jahrhundert n. Chr. errichtete Tisavar. Während dieser Phase entstanden weitere Befestigungswerke, wie etwa die Kastelle Bezereos oder Tillibari (Remada). Tisavar wurde nach Ansicht einiger Wissenschaftler möglicherweise während der Regierungszeit des Kaisers Diokletian (284–305) zugunsten des nordöstlich gelegenen, inschriftlich als Centenarium Tibubuci (Ksar Tarcine) bekannten Kleinkastells wieder aufgegeben. Andererseits deutet eine während der Regierungszeit des Kaisers Maximinus Daia (305–313) geprägte Schlussmünze aus dem Kleinkastell, auf ein etwas späteres Ende hin. Im Inneren der Anlage von Tisavar sowie in den umliegenden Gebäuden wurde ein durchgehender Zerstörungshorizont durch Brand sowie eine dazugehörende Rötung der Wände festgestellt. Dieses Feuer steht am Ende der Entwicklung des Garnisonsorts.

## Fundverbleib
Römische Fundstücke aus der Grabung am Kastell befinden sich heute im Nationalmuseum von Bardo, Tunis.